# Porim sa
Porim sa (보림사 Klasztor Drogocennego Lasu) – koreański klasztor. Pierwszy klasztor szkoły sŏn w Korei.

## Historia klasztoru
Klasztor został założony przez mistrza sŏn Pojo Ch'ejinga (804-880). Po swoim powrocie z Chin i otrzymaniu przekazu od wielu chińskich mistrzów, kontynuował działalność jako spadkobierca mistrza sŏn Ŏksunga Yŏmgŏ (zm. 844). Przy pomocy króla Hŏnana (pan. 857-861) wybudował w 862 r. klasztor Porim na górze Kaji. Od tej pory szkoła sŏn założona przez mistrza Wŏnjŏka Toŭi w 821 r. zaczęła być nazywana od nazwy góry i stała się jedną z dziewięciu górskich szkół sŏn. Mając swój klasztor szkoła zrewitalizowała się i Ch'ejing umierając pozostawił swojemu następcy ponad ośmiuset uczniów. 
Większość z ponad dwudziestu budynków klasztoru została zniszczona w czasie wojny koreańskiej i odbudowana po wojnie.
Obecnie klasztor znajduje się w powiecie Jangheung w prowincji Południowej Jŏlli (Jeollanam-do).

## Ciekawsze obiekty
- W głównym gmachu klasztoru na ołtarzu znajdują się posągi jednej z triad buddyjskich: budda Wajroczana w środku, a po bokach siedzą bodhisattwa Chijang (sans. Ksitigarbha) oraz bodhisattwa Kwanseŭm (sans. Awalokiteśwara).
- Żelazna figura siedzącego Wajroczany (Skarb Narodowy nr 117).
- Stupa Ch'angsŏng mistrza sŏn Pojo Ch'ejinga (Skarb nr 157)
- Trzykondygnacyjne stupy i latarnia pochodzące z ok. 870 r. (Borimsa samcheung seoktapmi seokdeung) (Skarb Narodowy nr 44)

## Adres klasztoru
- 44-3 Bongdeok-ri, Yuchi-myeon, Jangheung, Jeollanam-do, Korea Południowa

## Galeria

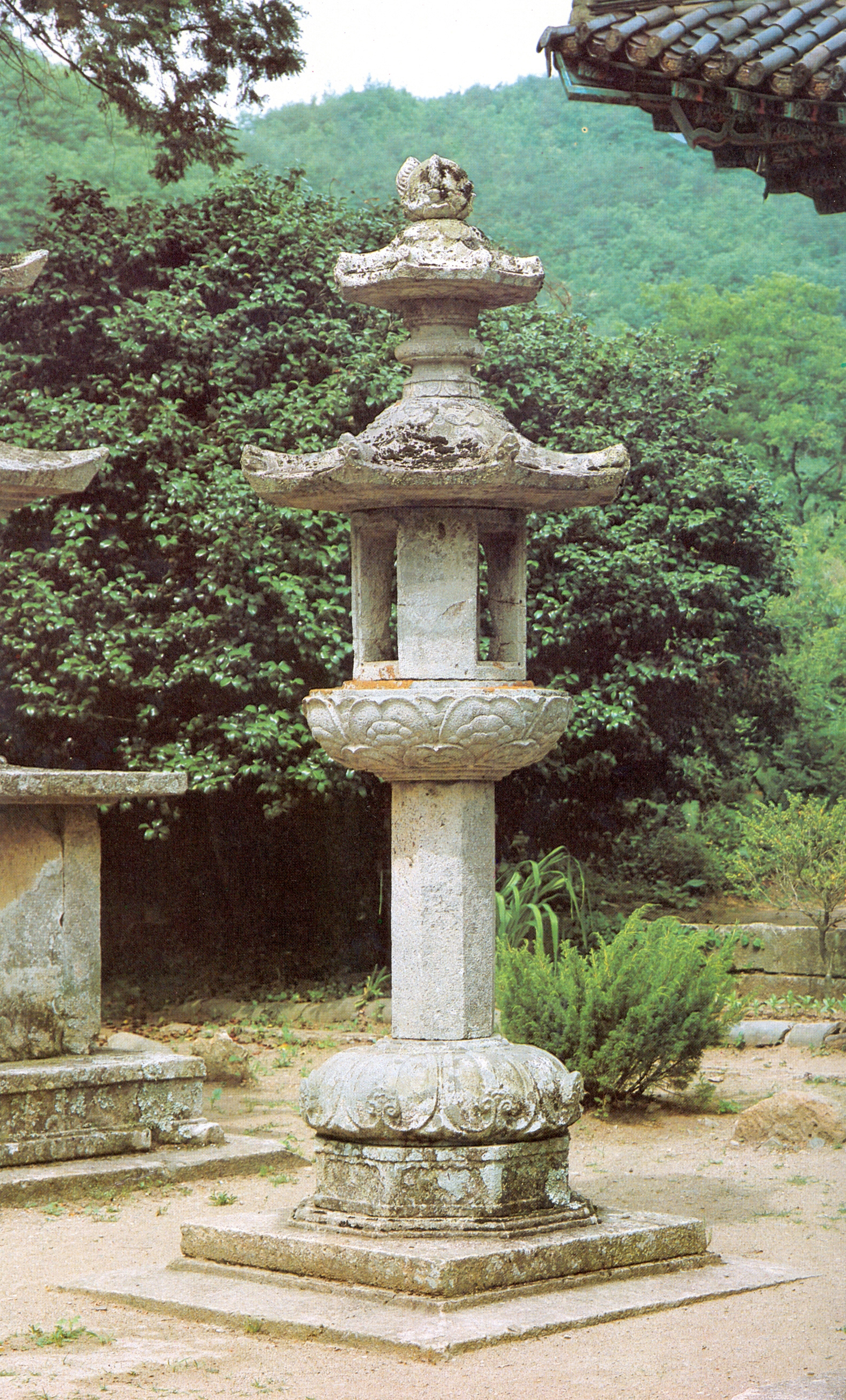
Kamienna latarnia - Skarb Narodowy nr 44
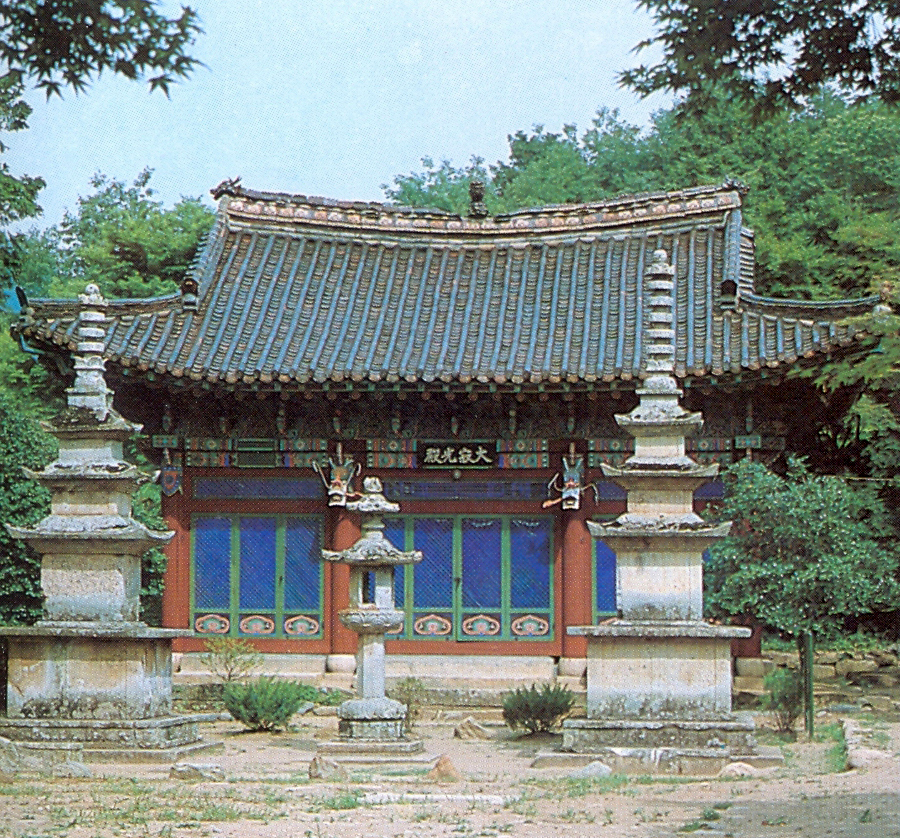
Trzykondygnacyjne stupy i latarnia
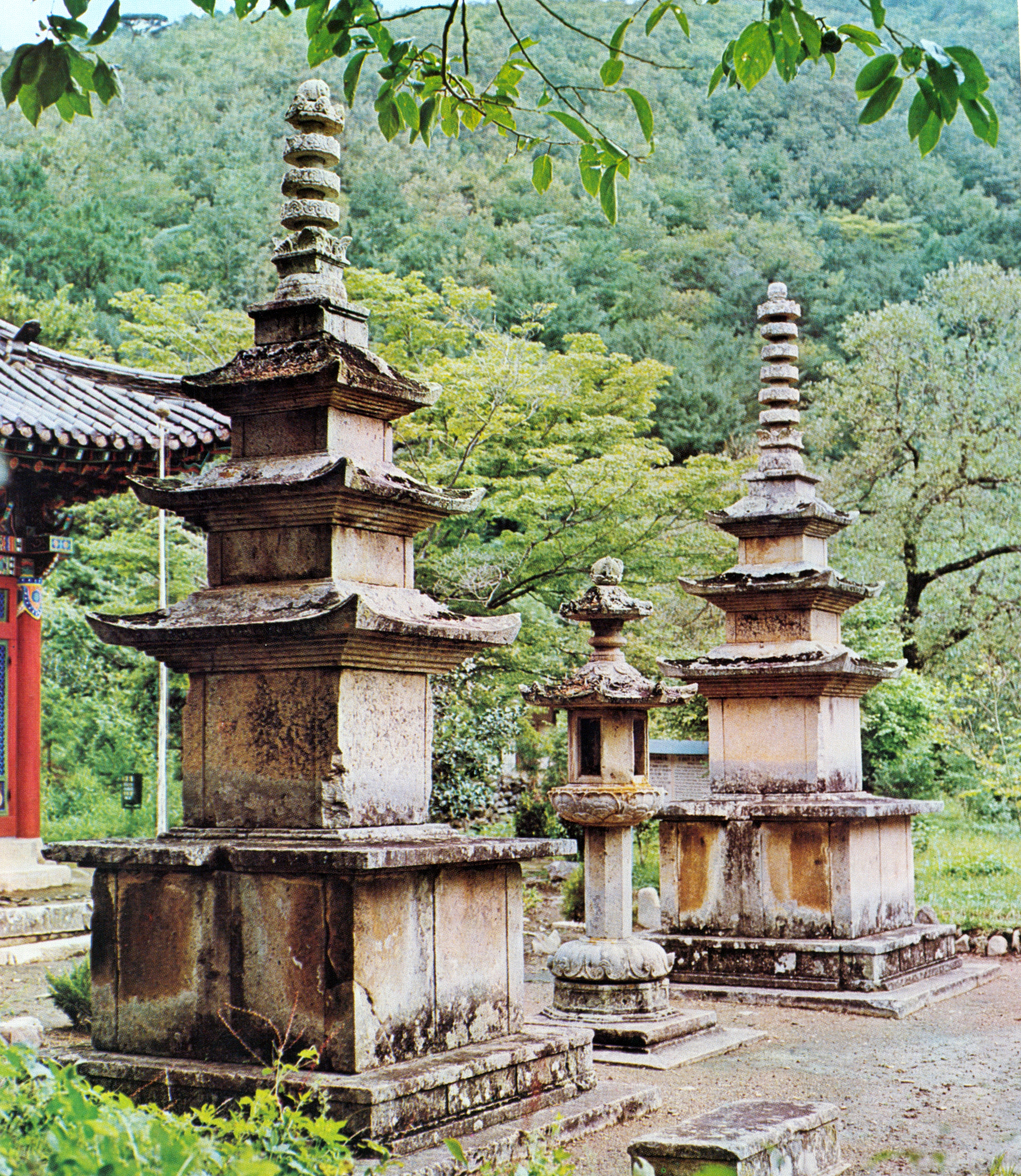
Stupy
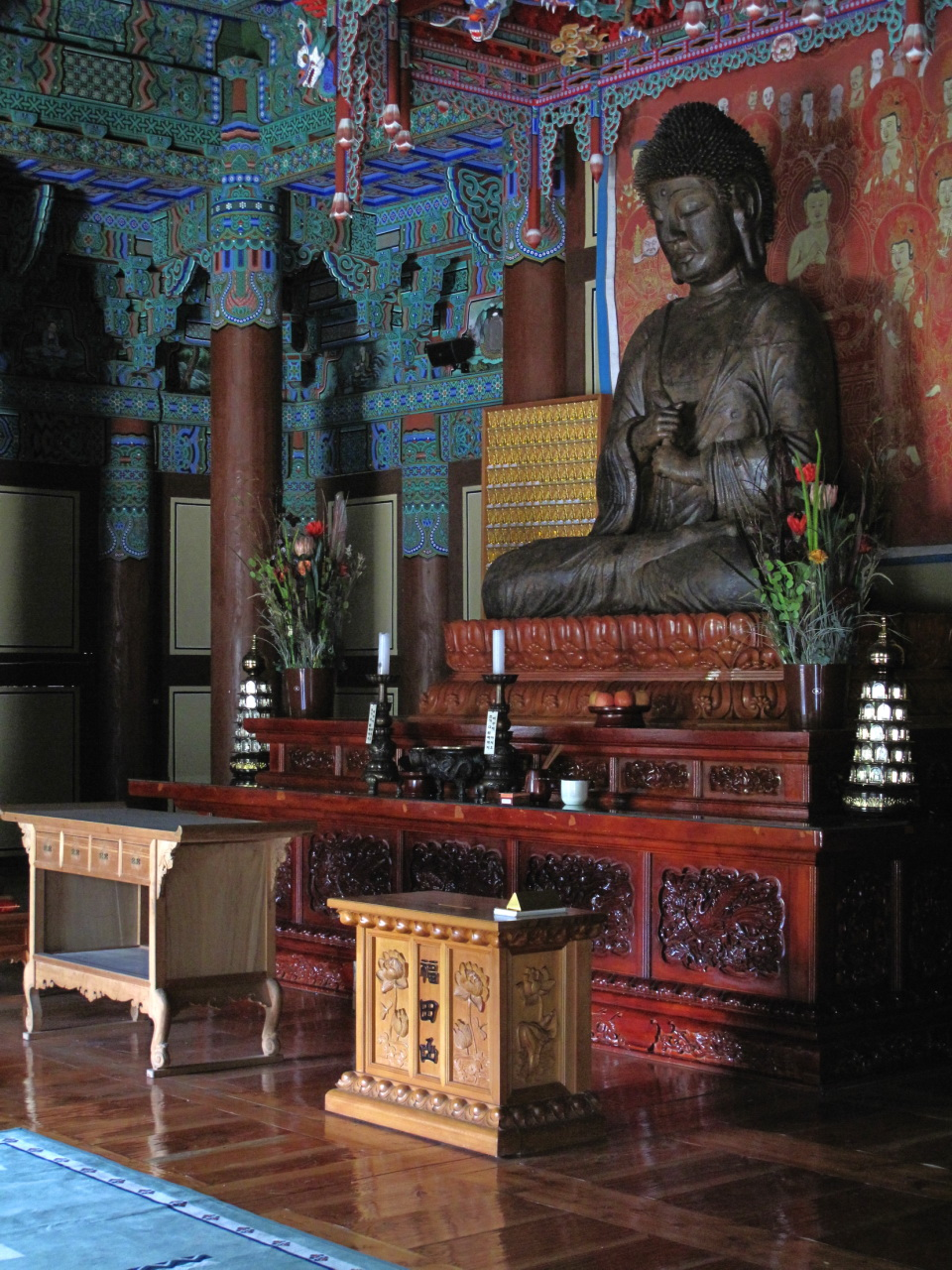
Wajroczana